# Bánhorváti
Bánhorváti község Borsod-Abaúj-Zemplén vármegyében, a Kazincbarcikai járásban. 1950-ben Bánhorvát Bánhorváti néven egyesült a szomszédos Bánfalvával.

## Fekvése
A Bán-patak völgyében fekszik a legközelebbi várostól, Kazincbarcikától 10 kilométerre dél-délnyugatra, a megyeszékhely Miskolctól 30 kilométerre északnyugatra, a Lázbérci Tájvédelmi Körzet közelében. A környező települések közül Nagybarca 3, Dédestapolcsány pedig 7 kilométerre található. A régi Borsod vármegye egyik települése.

### Megközelítése
A 26-os főutat a 25-össel összekötő 2506-os út mentén fekszik, közúton csak azon érhető el, Vadna-Nagybarca vagy Dédestapolcsány érintésével. Vasútvonal nem érinti.

## Nevének eredete
Nevét horvát telepesekről, illetve a településen átfolyó Bán-patakról kaphatta. Legrégibb írásos említése egy 18. századi forrásban maradt fenn a maihoz hasonló formában, Bán Horváth alakban.

## Története
A település már a honfoglalás korában létezhetett, de a fennmaradt írások közül csak 1220-ban említi először a Váradi regestrum. Később villa Horvaut, majd Horuád, Horvát alakban is írják. Anjou-kori okmányokban Horváti néven szerepel. A 13. században a bélháromkúti apátság birtokához tartozott. A 14. században már temploma is volt.
A 16. században királyi tulajdon volt; a szarvaskői, majd az egri várhoz tartozott. Eger eleste után török hódoltság alá került. A 17. században a szendrői várhoz tartozott.
A 16. század végén a reformáció is teret hódított a településen. Bán-völgye nagyobb családjai közül a Bárius család a reformációhoz csatlakozott, ezzel magyarázható a református hit gyors elterjedése. 1544-től Bánhorvát egyházközség lett, amely saját önálló református egyházzal rendelkezett már 1528-ban. A 17. században a Bárius család kihalása után leányágon a Vay és a Fáy család, később pedig a Platthy és Szirmay család lett birtokosa.
A falusiak életében nagy szerepet játszott a szőlőművelés annak ellenére, hogy az évszázadok során a természeti csapások sok esetben tönkretették vagy el is pusztították a falu szőlőkultúráját.
A 19. század végén és a 20. század elején Bánhorvát bányásztelepüléssé vált.
Idősebb Vladár Ervin (1833–1928) és neje Ferenczy Mária 1897-ben Bánfalván 3170 kataszteri holdas földbirtokkal rendelkezett. Később 1937-re ifjabb Vladár Ervin (1897–1984) földbirtokos és neje gróf Teleki Gabriella Bánfalván 1816 kataszteri holdas földbirtokkal rendelkezett.
1950-ben Bánhorvát Bánhorváti néven egyesült a szomszédos Bánfalvával.

## Bánhorvát
Fényes Elek szerint: "Bánhorváth, magyar falu, Borsod vgyében,, a bán völgyén, nagyobb részt kiterjedt sikságon, Miskolcztól 15/16, u. p. Kazincztól 10/16, Bánfalutól 1/16 állomásra. Szomszédai Bánfalva, Velezd, Barcza, Kazincz. Határkiterjedése 1224 hold, mellyből 514 hold szántóföld, 96 h. rét, 75 h. szőlő, 550 h. erdő, – felszabadult urbériség öszvesen 591 h. majorság 93 h. az erdő legelőnek közönségesen használtatik. A föld második osztályba soroztatott ugyan, de nagyobb részt sovány, homokos, és partos; a javitást gyakran és nagyon megkivánja, rozsot, s zabot leginkább terem. A mezei gazdaságot nem lehet ugyan virágzónak mondani, azonban néhány évek óta, mesterséges takarmánytermesztéssel is igyekeznek azt a lakosok emelni. A házi kertekben sok szilva termesztetik. Lakosok száma 613 l, u. m. 142 r. kath., 2 ágost., 469 református. A r. kath. és reformátusoknak helyben van anyaegyházuk, s amahoz tartoznak még Bánfalva, Bárcza, Salyó-Ivánka s Vadna fiók s Uppony leányegyházak is, s a r. kath. szép izlésű új templom különös emlitést érdemel. A helység alatt foly keresztül a Bánpataka. Birtokos az egri papnövelde."

## Bánfalva
Fényes Elek szerint: "Bánfalva, magyar falu, Borsod vármegyében, a Bán-völgyön, északnyugotra felette emelkedő hegy tövében, Miskolcztól 2, u. p. Kazincztól 11/16 állomásra. Szomszédai: Tardona, Tapolcsány, Uppony, Bánhorváth. Határkiterjedése 2039 hold, mellyből 766 hold szántóföld, 181 hold rét, 155 hold szőllő, 937 hold erdő. Urbéri felszabadult szántóföld rét szőlő összesen 732 h., majorsági 370 h. A föld második osztálybeli, s a laposabb agyagos részeken szorgalmas javitás után illendően terem ugyan: de partosabb része sovány homok s a zápor-esők által nagyon rongáltatik, főterméke a rozs és tenkely. Legelőül az erdő, és ugar szolgál, miért a lakosok csupán igavonó marháik tenyésztésére szoritkoznak, s mezei gazdaságukat is általában rosz karban levőnek mondhatni. Lakosok száma 707 l., u. m. 21 r. kath., 14 g. kath., 7 evang., 644 ref., és 21 zsidó. A reformatusoknak helyben van egyházuk. A lakosok kertjeikben sok gyümölcsöt, kivált szilvát, termesztenek. A helységet keresztülmetszi a Bán pataka, mellyen malma van. Birtokosok: Lónyay Péterné, Csoma Zsigmondné, Zolnay Lajos, Lónyay György, Lónyay László, és Máriássy Tamás."

## Közélete

### Polgármesterei
| Név                        | Párt        | Terminus  | Megjegyzés / Források |
| -------------------------- | ----------- | --------- | --- |
| Varga Andrásné             | független   | 1990–1998 | Az 1990-es választási eredmények: |
| Varga Andrásné Terhes Edit | független   | 1990–1998 | Az 1994. december 11-én megtartott választáson a 651 érvényesen leadott szavazatból, két jelölt közül 368 szavazatot szerzett meg, amivel 56,53 %-os eredményt ért el. |
| Demeter Zoltán             | független   | 1998–2014 | Az 1998-as választási eredmények: |
| Demeter Zoltán             | független   | 1998–2014 | A 2002-es választási eredmények: |
| Demeter Zoltán             | független   | 1998–2014 | A 2006-os választási eredmények: |
| Demeter Zoltán             | Fidesz-KDNP | 1998–2014 | A 2010. október 3-án megtartott választáson a 660 érvényesen leadott szavazatból, három jelölt közül 540 szavazatot szerzett meg, amivel 81,82 %-os eredményt ért el.  |
| Földvári István            | független   | 2014–2019 | A 2014. október 12-én megtartott választáson a 668 érvényesen leadott szavazatból, négy jelölt közül 359 szavazatot szerzett meg, amivel 53,74 %-os eredményt ért el.  |
| Deák-Szinyéri József       | független   | 2019–     | A 2019-es választási eredmények: |
| Deák-Szinyéri József       | független   | 2019–     | A 2024-es választási eredmények: |

## A község címere
A címer egy álló, csücskös talpú, aranyszínű katonai aranypajzs, amelyet két részre oszt egy vékony kék hullámpólya. A felső részben zöld szőlőfürt és kék szőlőmetsző kés, az alsó részben pedig kék színű ék és kalapács látható. A pajzson egy összecsavart kék és aranyszínű tekercsen egy jobbra forduló fekete holló áll, melynek csőre és lába arany színű. Zöld bükkfaág látható a pajzstartó mindkét oldalán. A pajzs alatt egy szalag, BÁNHORVÁTI felirattal. A két részre osztott pajzs a két településre, Bánhorvátra és Bánfalvára utal, a szőlőfürt és a szőlőmetsző kés a településen folytatott szőlőművelésre vonatkozik. A vékony kék hullámpólya a Bán-patakot jelképezi, a településen folyt bányászatot pedig az ék és a kalapács. A Bárius családra utal a holló. A holló és címertartó bükkfaágak a természeti környezet értékeit is szimbolizálják.

## Népesség
A település népességének változása:
| Lakosok száma | 1401 | 1394 | 1373 | 1270 | 1251 | 1263 | 1250 |
|               | 2013 | 2014 | 2015 | 2021 | 2022 | 2023 | 2024 |

2001-ben a településen a lakosságnak 98%-át magyar, a 2%-át cigány származású emberek alkották.
A 2011-es népszámlálás során a lakosok 91,5%-a magyarnak, 1,2% cigánynak, 0,3% lengyelnek mondta magát (8,4% nem nyilatkozott; a kettős identitások miatt a végösszeg nagyobb lehet 100%-nál). A vallási megoszlás a következő volt: római katolikus 34,8%, református 45,4%, görögkatolikus 1,1%, evangélikus 0,2%, felekezeten kívüli 4,6% (12,3% nem válaszolt).
2022-ben a lakosság 92,5%-a vallotta magát magyarnak, 1,8% cigánynak, 0,2% németnek, 0,2% románnak, 0,1% szlovénnek, 2,1% egyéb, nem hazai nemzetiségűnek (7,5% nem nyilatkozott; a kettős identitások miatt a végösszeg nagyobb lehet 100%-nál). Vallásuk szerint 22,7% volt római katolikus, 33,8% református, 1,6% görög katolikus, 1,4% egyéb keresztény, 0,2% evangélikus, 0,1% ortodox, 11,5% felekezeten kívüli (28,5% nem válaszolt).

## Látnivalók

### Templomok

#### Római katolikus templom
Ráth Károly 1868-as közlése szerint 1769 -ben épült. Az épület homlokzatának szélein Copf stílusú vázák, a templomtornyon, illetve a homlokzaton ion falpillérek láthatók. Belsejében a szentély egyenes záródású, és orgonakarzattal van ellátva. Szószéke copf stílusú. A főoltáron lévő oltárképet 1832-ben Danhauer festette Egerben. A festmény Szűz Mária bemutatását ábrázolja. Említést érdemel még a templomban található két nagyméretű vert és vésett barokk gyertyatartó, valamint egy csúcsíves pártával ellátott 16. századi kehely, melynek talpa 18. századi barokk stílusú. A templomhoz tartozó copf stílusú római katolikus plébániaház 1805-ben épült.

#### Református templom
Őrtornyos volt eredetileg, amely már 1293-ban állt. Fagalériás toronnyal és ferde támpillérekkel épült a 16. században. 1789-ben nagyobbításra, átalakításra került sor. Kapukerete gótikus stílusú, befalazott; a templom déli bejárati előcsarnoka mellett található. 1700-ban festették az épület lapos deszkából készült famennyezetét, karzata 1790-ben került festésre, amely ornamentikus és alakos díszítésű. 1720-ban készített padjai szintén festettek. 1789–1790-ben épült a templom kőszószéke. Úrasztala 1794-ben készült. Kegyszerei az 1600 és 1674 közötti időszakból valók. A templom harangját 1621-ben készítették, de 1850-ben újraöntötték hasadás miatt. A templomudvaron található Kálvin-emlékművet a Reformáció 400. évfordulójára építtette az egyházközség akkori lelkipásztora, Lenkey Gyula. 1924. október 31-én avatták fel. Az emlékmű egy 4 méter magasan elhelyezett, vasbetonból készített turulmadarat ábrázol, amelyet az Upponyi-völgyben összegyűjtött kövekből formáltak meg.

#### A kastély melletti református templom
A 17. században épült, a kastéllyal azonos barokk stílusban. A kastélyparktól egy feljáró választja el. A templom homlokzati toronnyal és két haranggal rendelkezik. 1823-ban készült festett famennyezete.

### Egyéb látnivalók

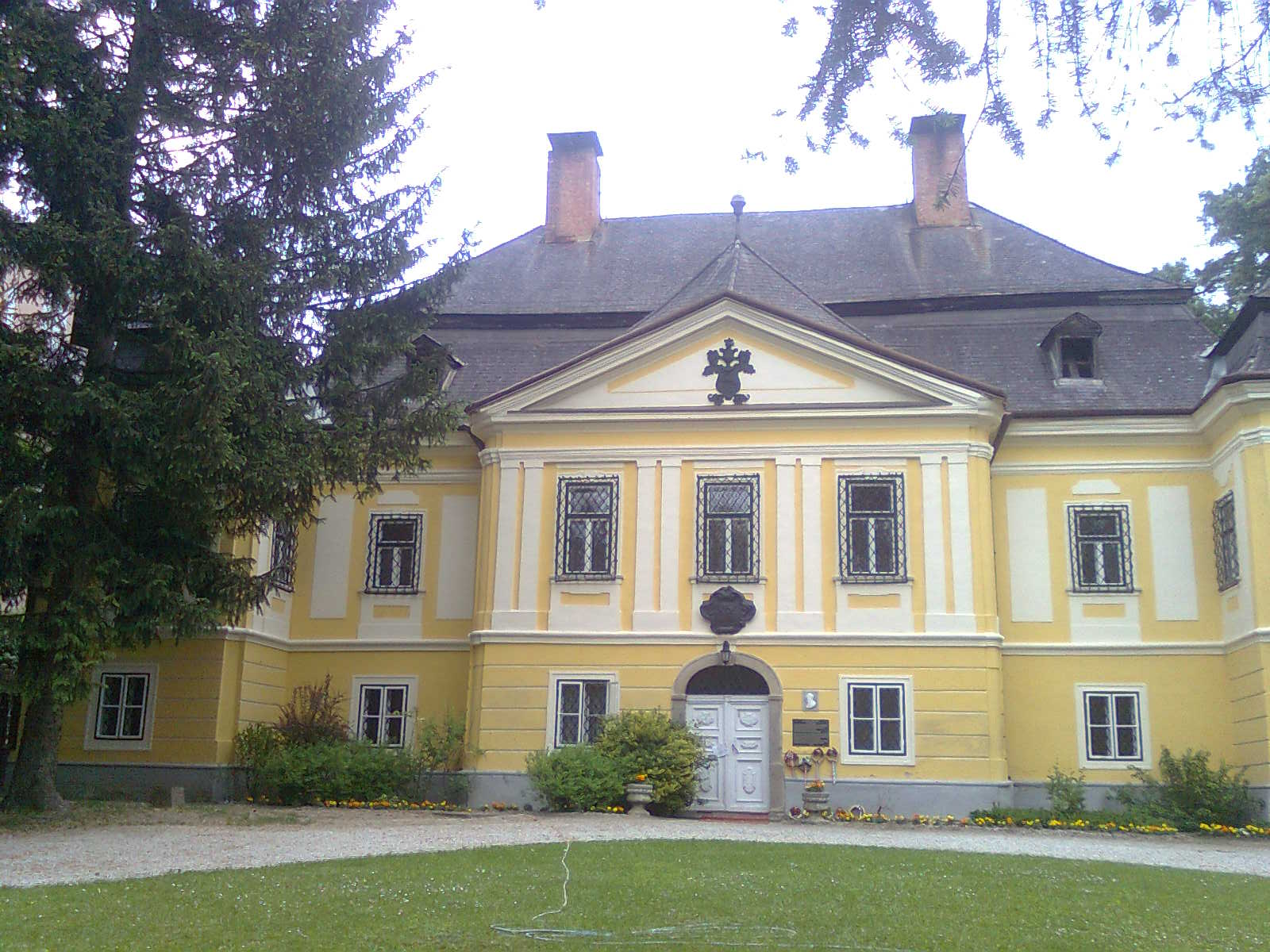
A bánfalvi Platthy-Vladár kastély homlokzata

- Platthy-kastély

A 17. században, barokk stílusban építették. A kastélynak több tulajdonosa is volt, a Bárius, a Fáy, a Vay, a Platthy, a Lónyai és a Vladár család váltotta egymást az idők során. A kastélyt körülvevő parkot 120-150 évvel később alakították ki. A kastély magántulajdonban van, épülete magánjellegű rendezvények, például esküvők helyszínéül is szolgál. Érdekessége, hogy Szent-György vonalon helyezkedik el. A Bánfalvi kastély tulajdonosa a századfordulónál nagycsepcsényi és muthnai Vladár Ervin (1833–1928), jogász, császári és királyi kamarás, Zemplén vármegye főjegyzője, országgyűlési képviselő, földbirtokos volt. Ott lakott nejével harasztkeréki Ferenczy Mária (1865–1949) asszonnyal, valamint ott született és nevelkedett az ugyanolyan nevű fia Vladár Ervin (1897–1984), genfi magyar főkonzul, akinek a neje gróf széki Teleki Gabriella (1904–1982) lett.
- Falumúzeum

Megnyitására 1999. március 15-én került sor. A megnyitó beszéd megtartására Szert József pedagógust kérték fel. A múzeum szervezése és a benne található ritkaságszámba menő régiségek összegyűjtése Kárpáti Zoltán nyugdíjas pedagógus nevéhez fűződik, az ő munkájának eredménye a konyha, a háztartási eszközök tárolója valamint a paraszti tisztaszoba. A nagy kiállító teremben népi mesterségek eszközei, régi iskolai kellékek és egy polgári szoba részletei láthatóak.
- Világháborús emlékmű
- Az 1848-49-es szabadságharc emlékműve

Igó Aladár szobrászművész alkotása. Az emlékmű alkotóelemei a szabadságharc idején történteket szimbolikusan fejezik ki.  A három emlékoszlop közül a bal oldali oszlop tetején a forradalom kezdetének éve, az 1848-as szám látható. A legmagasabb középső oszlopon a Kossuth-címer és az IN MEMORIAM felirat lett elhelyezve, jelezve ezzel az emlékezést a hősökre, valamint a győzelmekre, melyek Kossuth vezetése alatt történtek. Az 1849-es évszám olvasható a jobb oldali oszlopon, ez jelzi a szabadságharc hanyatlását és bukását. Egy kis táblán látható a nemzetőrök sapkája és a fegyverzetüket ábrázoló utánzat. Az emlékművet nyolc oszlop öleli körül, ez emlékeztet a fenyves alatt nyugvó nyolc hősre. Az emlékmű megtekinthető a Platthy-kastély és a református templom közötti téren.
- Földvár

A Jardonka-tetőn fekszik, amely a Feketehegy (454 m) és a Kövesmálcsúcs (424 m) között húzódó gerincvonulat felső részén található délkeleti irányban. A gerincvonulat a Bán-patak völgyében ér véget a 33-as kilométerkőnél, a Bánhorvátiból Dédestapolcsány irányába vezető műútnál. A várdomb, amely bokrokkal és ritkás fákkal benőtt terület, 120 m magasságban fekszik a műúttól. Megművelt szántóföldek terülnek el körülötte minden irányban. A domb közepén található egy 3,5 m mély gödör, ennek oldalában több beásás látható. Terméskő borítja a mélyebb területet, a dombon omladék vagy falmaradvány nem található. A vár kővel falazott volt a lakosság szerint. A község útjának megépítéséhez az 1930-as években sok követ elhordtak innen. A kövek füstösek, kormosak voltak helyenként, ennek alapján a vár leégett. A várból a Berekalja erdőbe vezetett egy alagút is a Szamárkúthoz, itt a nyílást egy nagy kő zárja el. A vadnai és a dédesi várra jó kilátás nyílik a várdombról, illetve az Upponyi földvár is jól látható. Az egész Bán-völgye megtekinthető innen.
- Damasa-szakadék

A településről a kék kereszt turistajelzésen közelíthető meg a közel 170 méter hosszú sziklaszoros, melynek sziklái alatt Magyarország második leghosszabb összefüggő álbarlang-rendszere húzódik.
- Szabó-tetői kilátó[33]

## Képek

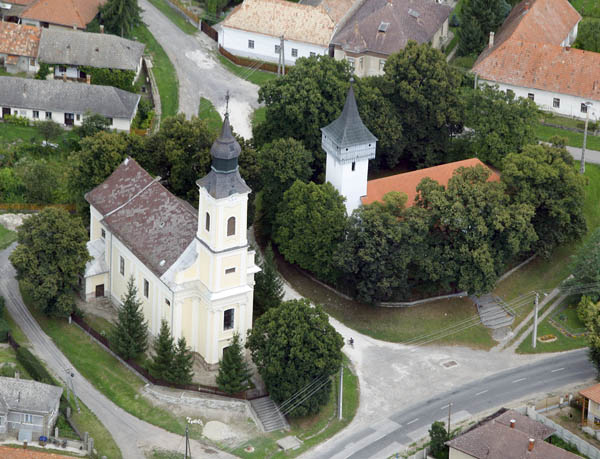
Légi felvétel (1.)
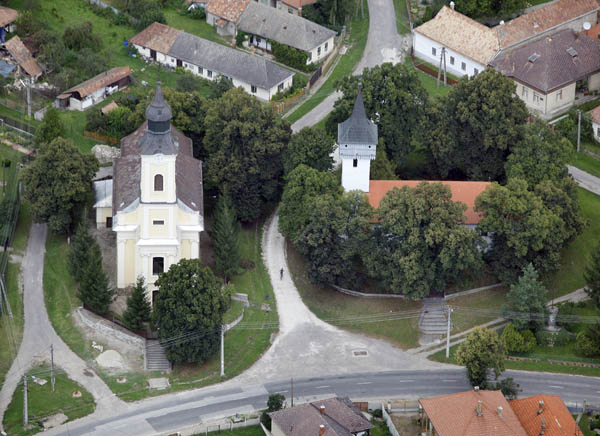
Légi felvétel (2.)
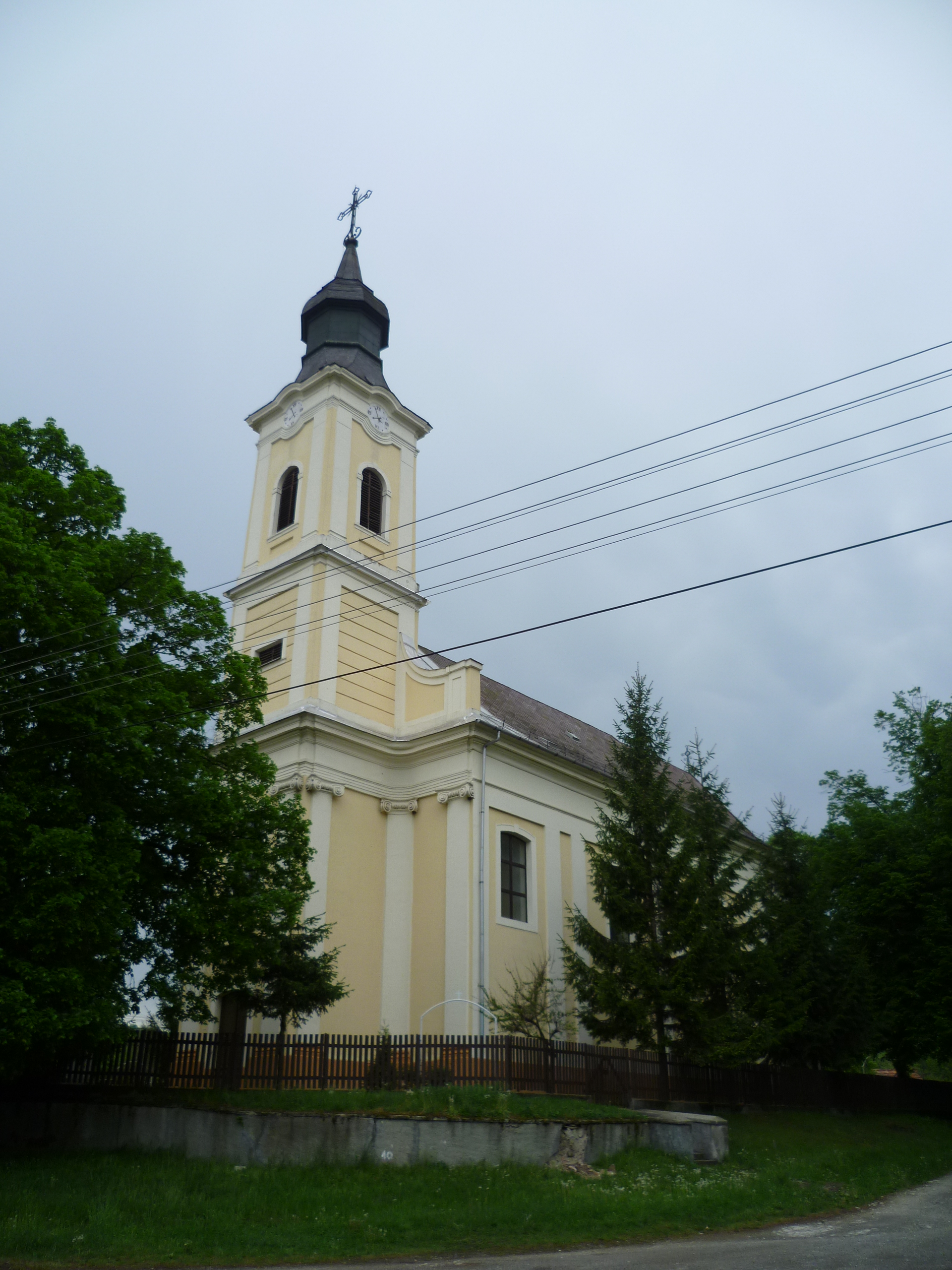
A római katolikus templom
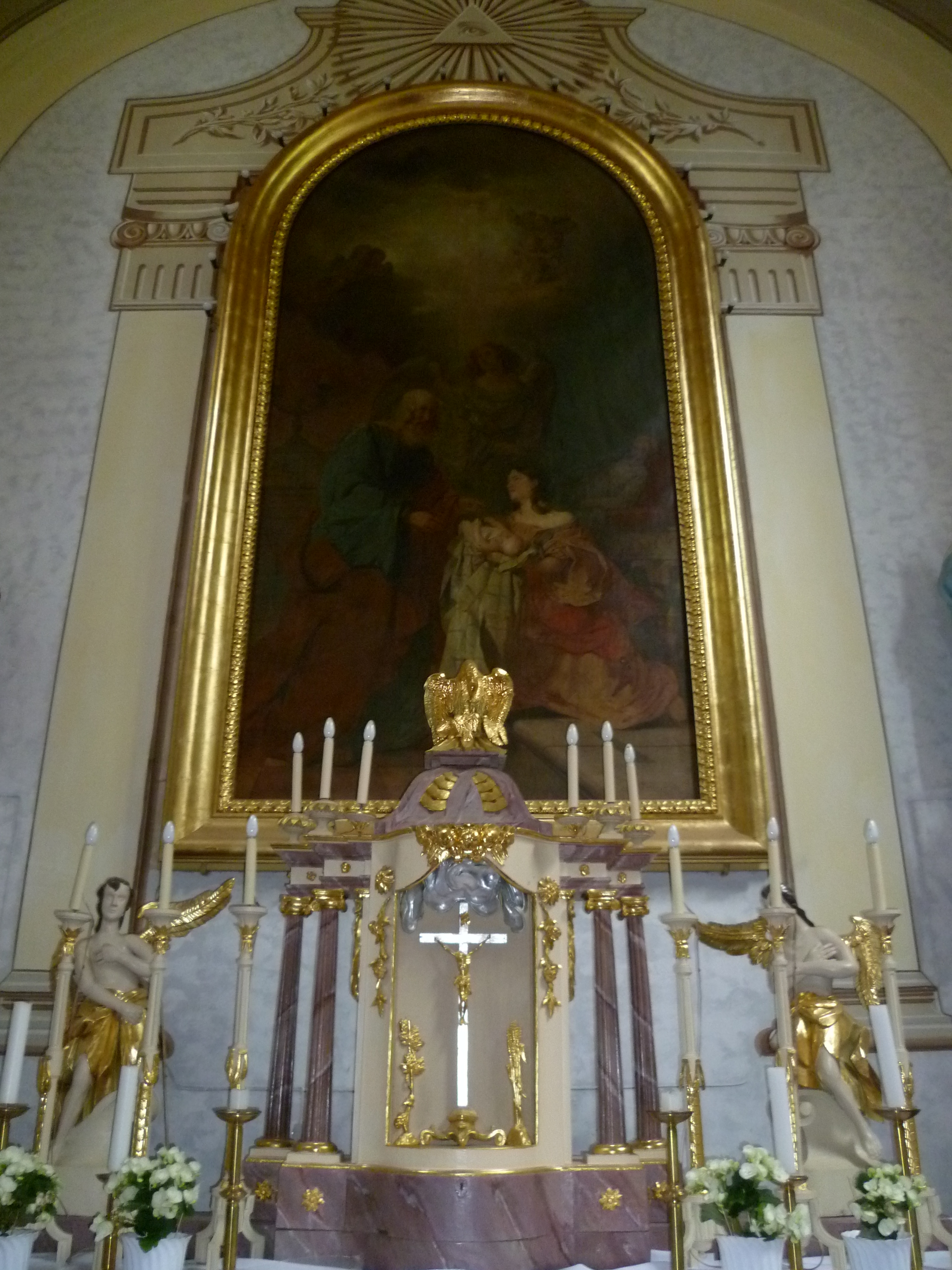
A templom főoltára
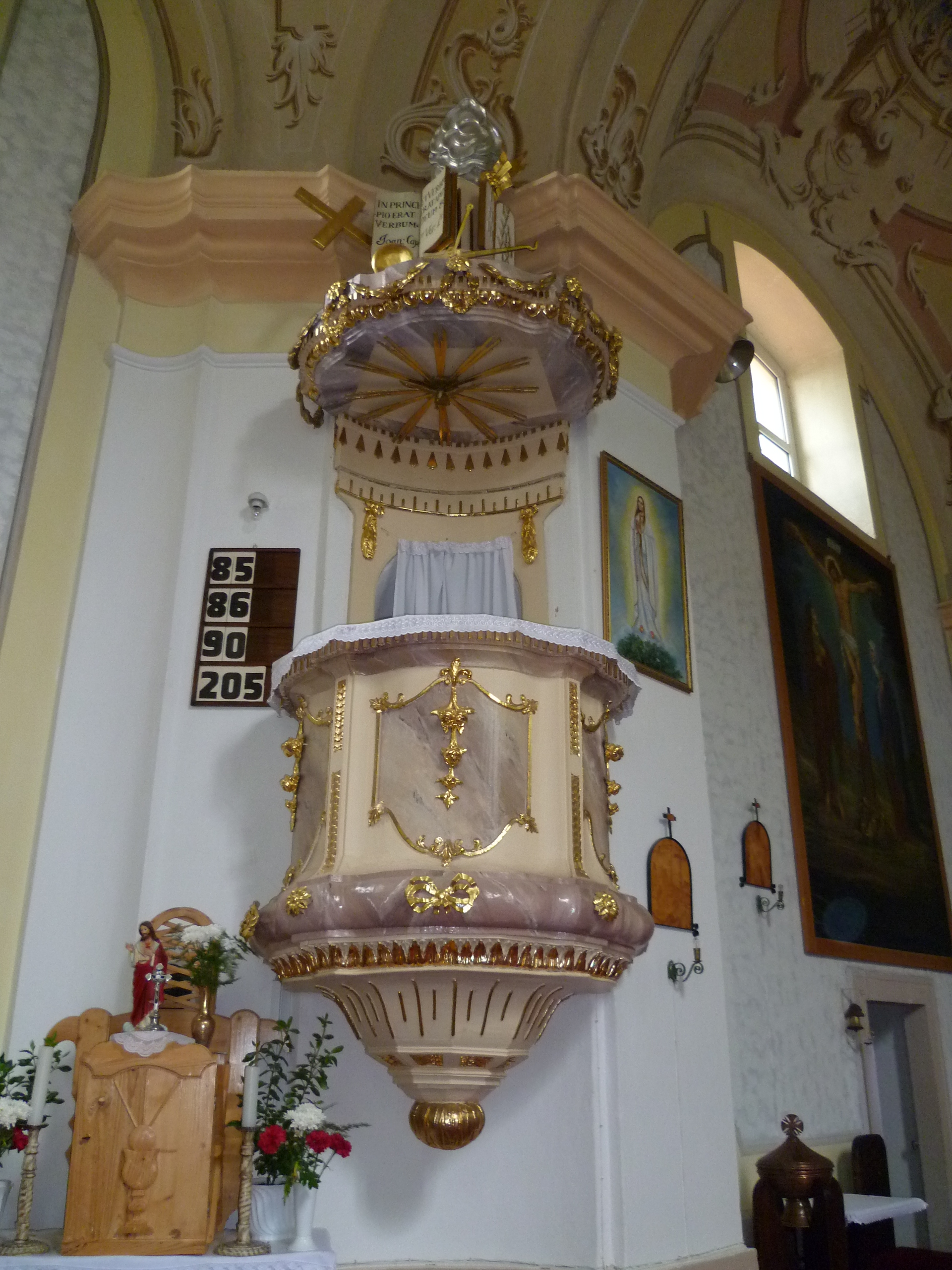
Szószék
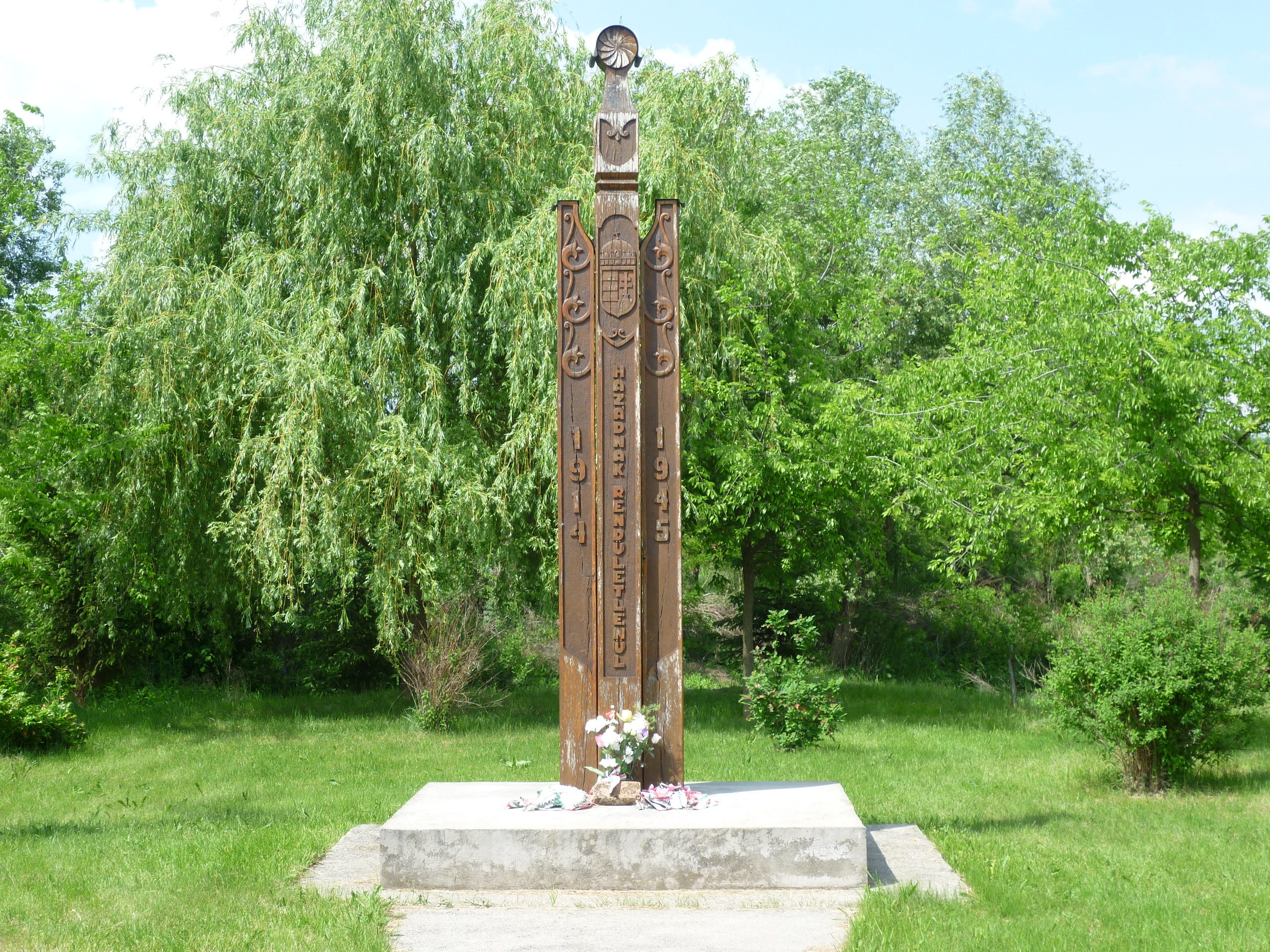
Világháborús emlékmű
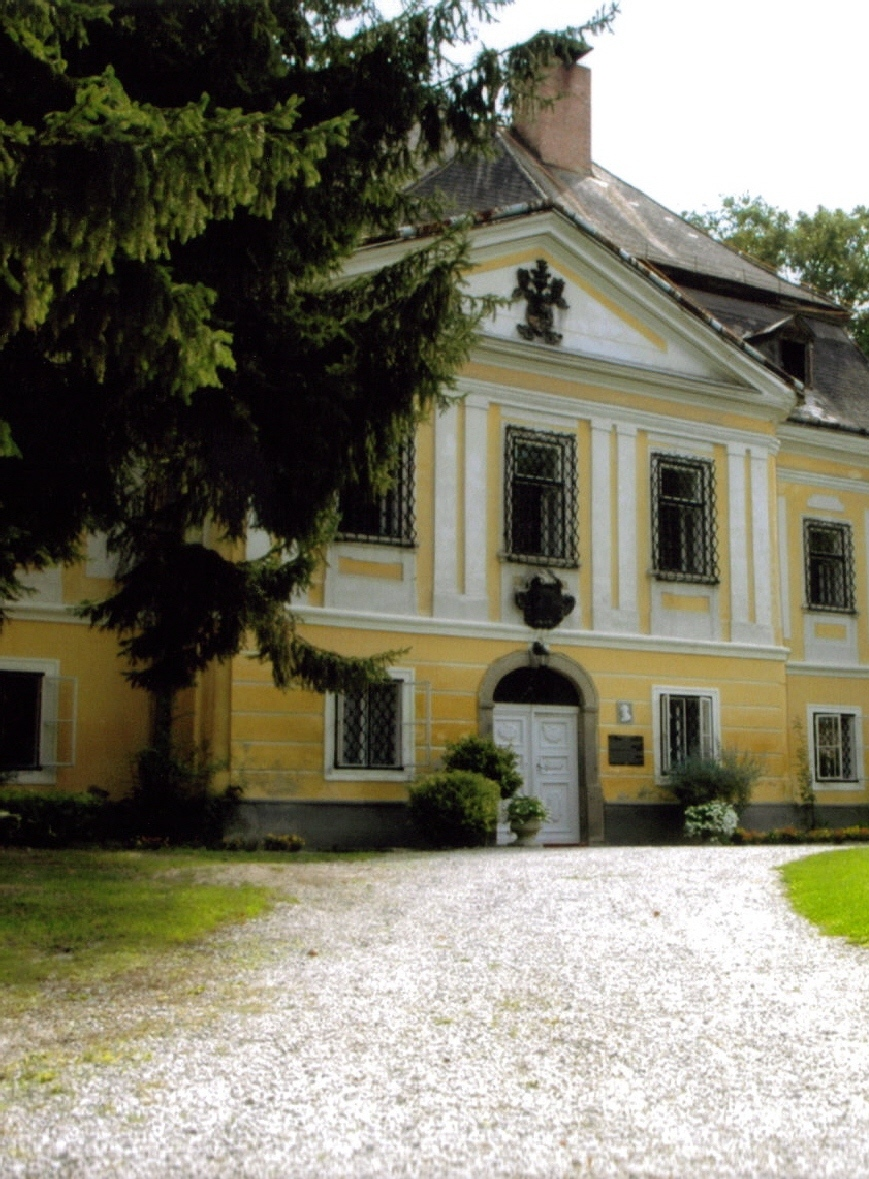
A Platthy-kastély főbejárata
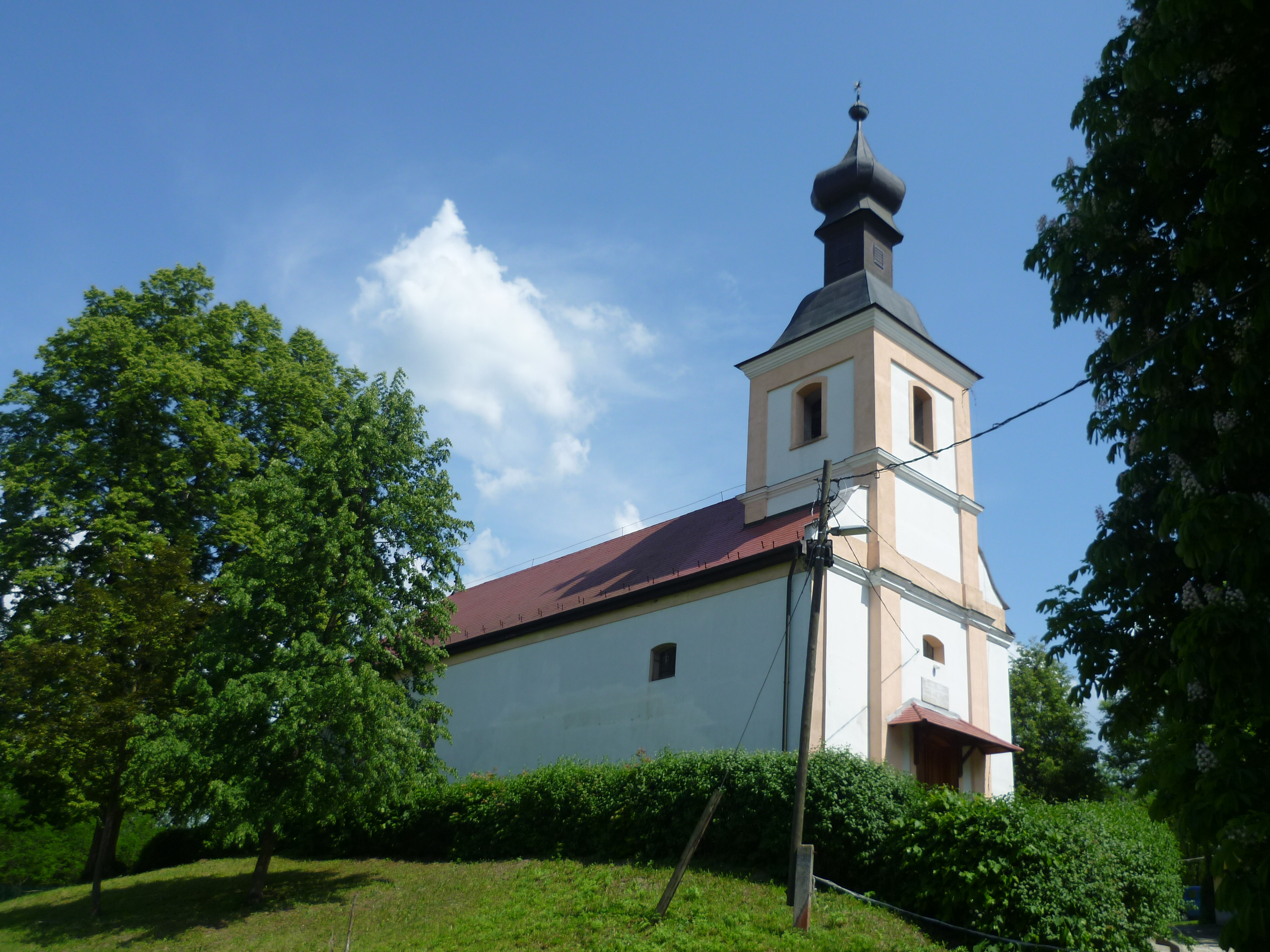
Református templom a Platthy-kastély mellett
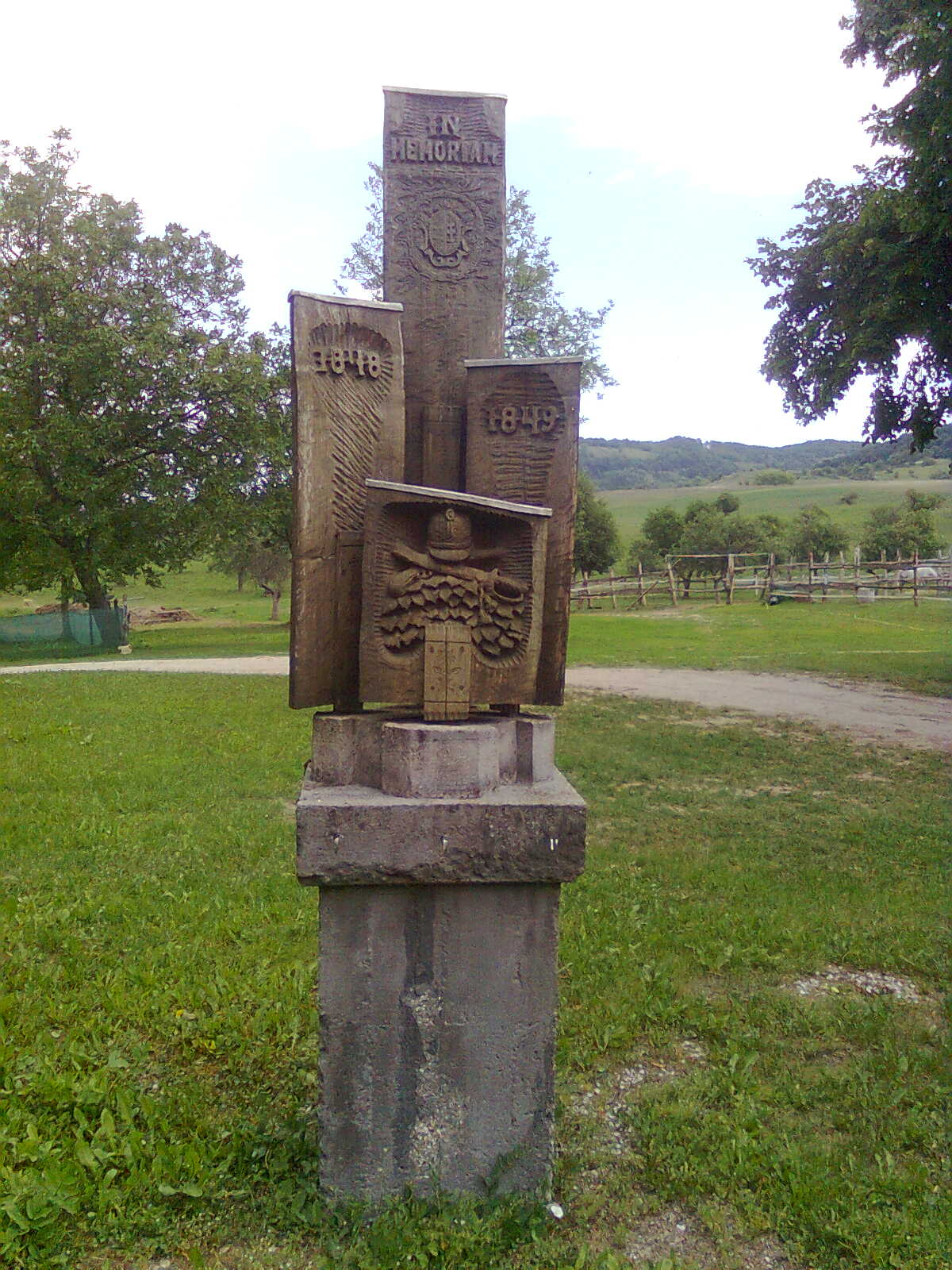
Az 1848-49-es szabadságharc emlékműve